# NGC 783
NGC 783 = IC 1765 ist eine Spiralgalaxie vom Hubble-Typ Sc im Sternbild Dreieck am Nordsternhimmel. Sie ist schätzungsweise 237 Millionen Lichtjahre von der Milchstraße entfernt und hat einen Durchmesser von etwa 110.000 Lj.
Im selben Himmelsareal befinden sich u. a. die Galaxien NGC 777, NGC 785, NGC 789, NGC 798.
Die Typ-Ia-Supernova SN 2004fz wurde hier beobachtet.
Das Objekt wurde am 22. September 1871 von dem französischen Astronomen Édouard Jean-Marie Stephan entdeckt (als NGC 783) und im Jahr 1890 von dem US-amerikanischen Astronomen Edward Emerson Barnard (als IC 1765).